# AMORC

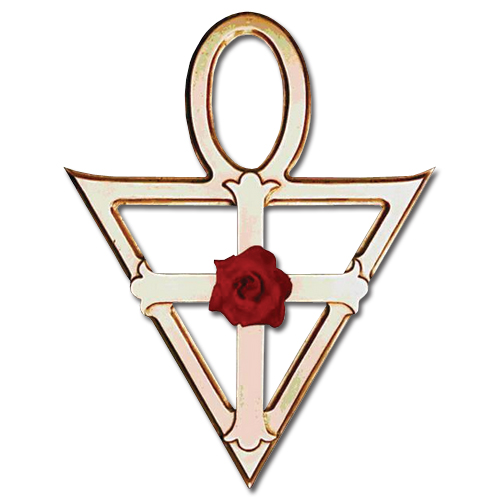
Neues AMORC-Logo

AMORC, häufig auch A.M.O.R.C., ein Akronym für lateinisch Antiquus Mysticus Ordo Rosae Crucis („Alter mystischer Orden vom Rosenkreuz“), ist eine 1915 in New York City von Harvey Spencer Lewis gegründete Organisation, die sich als Nachfolger der Rosenkreuzer begreift. Darüber hinaus beruft sie sich auf Traditionen, die bis in das Alte Ägypten zurückreichen sollen. Die Großloge der deutschsprachigen Länder besteht seit März 1952 und hat seit 1963 ihren Sitz in Baden-Baden.

## Geschichte

### Vorgeschichte und Gründung (bis 1915)

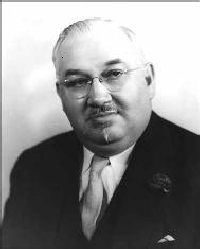
Harvey Spencer Lewis, der Gründer des AMORC

Die Gründung geht auf den Journalisten und Werbefachmann Harvey Spencer Lewis (1883–1939) zurück, der auch der erste Vorsitzende des Ordens war. Lewis wurde methodistisch erzogen und interessierte sich bereits in seiner Jugend für okkulte Phänomene. 1904 entstand das New York Institute for Psychical Research, dem Lewis als Direktor vorstand. Dort beschäftigte man sich mit okkulten Studien und suchte nach Rosenkreuzerlehren, weshalb man sich intern „Rosicrucian Research Society“ nannte.
Laut Lewis Eigendarstellungen ist er 1908 durch eine Frau namens May Banks Stacey mit dem Rosenkreuzertum in Verbindung gekommen, die er als Legatin eines englischen Rosenkreuzerordens in Indien beschreibt. Sie habe ihn in Kontakt mit dem französischen Rosenkreuzer-Ableger gebracht. In der ersten Ausgabe von Lewis Ordenszeitschrift The American Rosae Crucis wird Banks-Stacey als Eingeweihte in die Geheimnisse der Hindu-Philosophie unter Swami Vivekananda, Abekananda Baha' Ullah dargestellt. Zudem sei sie ein Mitglied der Esoterischen Sektion (ES) der Theosophischen Gesellschaft gewesen. Als Mitbegründerin des Rosenkreuzertums in den USA sei sie die „Matrae of the Grand Lodge of America“ gewesen. Zugleich wird eine Verbindung zum französischen Rosenkreuzertum betont: Demnach habe sich Lewis 1909 mit einem Vorläufer des Ordre Kabbalistique de la Rose-Croix in Frankreich in Verbindung gesetzt, mit dem auch der Wegbereiter der französischen Rosenkreuzer-Bewegung Joséphin Péladan in Kontakt gestanden haben will. Im selben Jahr reiste Lewis nach Toulouse (Frankreich), wo er durch ein „wunderliches Erlebnis“, in einen Rosenkreuzerorden initiiert worden sein will, was ihn zur Gründung des AMORC veranlasst habe. Hierbei will Lewis in einem alten Turm bei Toulouse eine Wendeltreppe hinauf gegangen und in ein viereckiges Arbeitszimmer gelangt sein, wo ein alter weißhaariger Mann ihm gesagt habe, er sei ohne sein Wissen bis zu diesem Ort geleitet worden, und ihm einen Brief gab. Einige Tage später habe ihn ein Wagen bis zu einem Schloss gefahren, in dem er eingeschlafen und im Traum von einem Kapitel der Erleuchteten in einer Höhle den Auftrag erhalten habe, den Orden in den U.S.A. zu gründen.
Lewis Einweihungs- und Abstammungsgeschichte hält der Rosenkreuzerforscher Robert Vanloo für imaginär, da Lewis zwar vorgab, von französischen Rosenkreuzer-Eingeweihten geschriebene Dokumente zu besitzen, die angeblich unbestreitbar zeigen, dass er bevollmächtigt wurde, den AMORC als die einzig wahre Rosenkreuzer-Bewegung in den USA zu gründen. Diese Texte seien jedoch in schlechtem Französisch und ohne richtige Akzentsetzung geschrieben worden und die von Lewis angefertigten und vorgewiesenen Fotos von Denkmälern in Toulouse, existierten dort nirgends. Auf Basis dieser „Vollmacht französischer Rosenkreuzer“ versteht sich der AMORC als neues Zentrum einer weltweit verzweigten jahrhundertealten Rosenkreuzerorganisation, deren internationaler Rat die Essenz seiner Lehren in Paketen voller Manuskripte, Bücher und Lehrmaterial über den Atlantik ins sicherere New York gesandt habe. Laut AMORC werde dieser alte Orden nur in bestimmten Zyklen, die in der Regel 108 Jahre dauern, öffentlich aktiv und ziehe sich danach wieder in die Verborgenheit zurück. Dass sich Lewis’ Geschichtsversion beträchtlich von der historischer Forscher unterscheidet, führt er darauf zurück, dass diese nicht initiiert seien und deshalb alles missverstünden. Nach New York zurückgekehrt brachte er die Kerngruppe des AMORC zusammen, die von Frau Banks Stacey mit „weiteren Papieren und den Juwelen des Ordens“ bedacht worden sei. Lewis gründete Logen und der AMORC begann in der heute noch für ihn typischen Arbeitsform als Fernlehrinstitut tätig zu werden.

### Anfangszeit in New York City (1915–1918)
Die erste Loge des AMORC wurde im Mai 1915 in New York City gegründet.
Am 22. Juni 1916 führte Lewis vor AMORC-Mitgliedern in New York City in einer öffentlichen Schau eine Demonstration auf dem Gebiet der praktischen Alchemie vor, in dem er versuchte, ein Stück Zink zu Gold zu verwandeln. Nach einer kurzen theoretischen Einleitung konzentrierte Lewis sich mit einer „wenig bekannten Geisteskraft“ ungefähr 16 Minuten lang auf den Zinkgegenstand. Die Hälfte des behandelten Zinkstücks wurde im Anschluss an den Obersten Rat des Rosenkreuzer-Ordens in Frankreich geschickt. Die andere Hälfte wurde in den Räumlichkeiten des AMORC in New York City ausgestellt, allerdings wurden keine Fotos oder weiteren Stellungnahmen produziert.
1917 wurde die erste „National Convention“ in Pittsburgh (Pennsylvania) abgehalten, in der dem Plan zugestimmt wurde, Belehrungen zukünftig nicht nur innerhalb von Logen, sondern auch im Wege des Fernstudiums („correspondence lessons“) anzubieten, was zu einer landes- und später weltweiten Ausbreitung des AMORC führen sollte.
Am 17. Juni 1918 wurde das Hauptquartier des AMORC polizeilich durchsucht. Lewis wurde verhaftet, weil er angeblich zweifelhafte Anleihen verkauft und Geld unter Angabe falscher Gründe gesammelt habe. Einer anderen Darstellung zufolge wurde er unter dem Vorwurf des Vertriebs zweifelhafter Bücher und des Betruges verhaftet. Die Vorwürfe wurde gegen ihn später fallengelassen.

### Phase in San Francisco und Tampa (1918–1927)
Nach dem Umzug nach San Francisco publizierte Lewis ab 1921 die Zeitschrift The Rosicrucian Digest, allerdings zunächst unter dem Titel The Triangle. Ebenfalls 1921 stellte der AMORC eine Verbindung zum Mitbegründer des Ordo Templi Orientis (OTO) Theodor Reuß (1855–1923) her. Lewis hatte von Reuß erfahren, dass der OTO die „äußere Fassade“ der Rosenkreuzer repräsentiere, was Lewis Interesse weckte, da er sich in den 1920er Jahren nur als eine Art Bewahrer des Rosenkreuzertum sah und immer noch darauf wartete mit „wahren und echten Rosenkreuzern“ zusammenzutreffen. Reuß seinerseits war von Lewis Ressourcen beeindruckt und stattete ihn mit einer OTO-Ehrenmitgliedschaft (Memphis-Misraïm-Ritus 33°, 90°, 95° und OTO VII°) aus. Ferner versuchte er ihn zu überreden, einen gemeinsamen Dachverband namens „The AMORC World Universal Council“ (TAWUC) zu errichten. Lewis war von dieser Idee nicht überzeugt und brach den Kontakt zu Reuß im Mai 1922 schließlich ganz ab, nachdem er erkannte, dass Reuß primär das Ziel verfolgte, vom AMORC finanzielle Unterstützungen zu erhalten. Dennoch verwendete der AMORC bis in die 1950er Jahre in manchen Druckerzeugnissen das Lamen der OTO, das allerdings auch schon 1890 (16 Jahre vor der OTO-Gründung) im Wappen von Joséphin Péladans Ordre de la Rose-Croix du Temple et du Graal benutzt wurde. 1930 arbeitete Lewis kurzzeitig mit Reuß’ Nachfolger Heinrich Tränker zusammen. Beide publizierten ein als zweite Fama stilisiertes Rosenkreuzermanifest, um den AMORC auch in Deutschland zu etablieren und planten ein „Pansophia International Rosicrucian Council“. Zwischen 1929 und 1937 verfasste Lewis einige esoterische Bücher, die ihn auch außerhalb des AMORC bekannt machten. Um 1925 arbeitete Lewis zwei Jahre lang in Tampa (Florida), wo er mit Unterstützung eines finanzkräftigen Partners in einem von Palmenhainen umgebenen Ambiente eine ägyptische Pyramide nachbaute, die die Kulisse für ausgiebige Werbeaktionen bildete. Eine eigene Radiostation (WJBB) wurde eingerichtet. In der Folge stieg die Mitgliederzahl des AMORC beträchtlich.

### Niederlassung in San José, Kalifornien (ab 1927)
1927 erwarb Lewis Land für das neue AMORC-Hauptquartier in San José, Kalifornien. Auf dem Gelände wurde 1934 eine rosenkreuzerische Universität („Rose Croix University“) eröffnet. 1936 folgten ein Planetarium und 1939 eine Bücherei („Rosicrucian Research Library“) sowie ein ägyptisches Museum („Rosicrucian Egyptian Museum“), das zu einer Touristenattraktion San Josés wurde.
Das Areal wurde „Rosicrucian Park“ genannt und bildete lange das internationale Zentrum des AMORC. Analog zu anderen esoterischen Organisationen versuchte Lewis den AMORC mit einem christlichen Kultus zu verbinden. Diese Anbindung gelang mit der „Pristine Church of the Rose Cross“. Lewis wurde der Bischof dieser Kirche. Die Verbindung bestand jedoch nur wenige Jahre und wurde schließlich aufgelöst, da sich der Charakter des AMORC zunehmend als areligiös und bruderschaftlich gerierte. Infolge der Differenzen unter den Mitgliedern trennte sich die größte Loge mit etwa 1000 Personen mit ihrem Meister vom AMORC ab.

### Streit um den legitimen Rosenkreuzer-Orden
Der AMORC nahm für sich in Anspruch, der einzig legitime Rosenkreuzer-Orden in Nordamerika zu sein, wonach, in Anknüpfung an den französischen Okkultismus, eine kontinuierlich im Geheimen existierende Organisation postuliert wird, die jahrhundertelang die Leitung und Kontrolle innegehabt haben soll.
Mit größer werdender Bekanntheit des AMORC kam es jedoch zu Disputen mit Vertretern anderer Rosenkreuzerorganisationen in den USA, insbesondere mit Lewis schlimmstem Rivalen Reuben Swinburne Clymer. Clymer wurde Anfang der 1920er Jahre Leiter der Fraternitas Rosae Crucis (FRC). Seine Version des Rosenkreuzertums legte er im Buch „The Book of Rosicruciae“ nieder. Einer der Streitpunkte zwischen Lewis und Clymer hatte mit Sexualmagie zu tun. Beide Seiten beschuldigten sich, lasterhafte Sexualpraktiken zu unterrichten.
Schließlich wurde Lewis wegen seiner OTO-Verbindung von Clymer in einer Kampagne als „Grossmaul- und Sabber-Imperator mit Verbindungen zur Schwarzen Magie“ beschimpft und direkt angegriffen, indem Clymer die Legitimität, die historische Kontinuität und damit das Alleinvertretungsrecht des AMORC bestritt, das Lewis für seinen Orden beanspruchte. So veröffentlichte Clymer etwa das zweibändige Werk The Rosicrucian Fraternity in America voller Anschuldigungen gegen den AMORC, in dem er auch nachwies, dass Lewis in seinen Büchern Dokumente verfälscht wiedergegeben hat, darunter eine OTO-Einladung von Reuß und die OTO-Statuten von 1917. Clymer widmete seinen Auseinandersetzungen mit Lewis mehrere Bücher und beschuldigte ihn, die rosenkreuzerischen Namen unrechtmäßig benutzt zu haben, da er diese bereits früher für seine eigene Organisation rechtlich habe schützen lassen. Zudem warf Clymer ihm seine Kontakte zum OTO vor, den er als schwarzmagische Organisation denunzierte und behauptete, dass es sich bei den vom AMORC vermittelten, angeblich historischen, Rosenkreuzer-Weisheiten häufig um Fälschungen oder Zitatplagiate aus von Clymer längst veröffentlichten Schriften handele, was er in einer akribischen Literaturanalyse nachwies und darlegte. Laut Historiker Christopher McIntosh beinhaltete der Disput kaum ernstzunehmende Inhalte und kam nur selten über den Level einer Schlammschlacht hinaus. Nach zahlreichen Angriffen Clymers veröffentlichte AMORC 1935 eine Verteidigungsschrift unter dem Titel „Audi Alteram Partem“, um die Vorwürfe zu untersuchen und klarzustellen, dass der „wahre“ OTO nichts mit schwarzer Magie zu tun hat und die Anschuldigungen Clymers falsch seien.

#### Gründung der FUDOSI (1934)
Trotz der verschiedenen von ihm verkündeten AMORC’schen Ursprungslegenden war Lewis immer noch unzufrieden und auf der Suche nach den „wahren“ Rosenkreuzern. Um gegen Clymer, der ihm die alleinige Stellung auf dem Gebiet der Rosenkreuzervereinigungen streitig machte, auftrumpfen zu können, nahm Lewis die Installation einer größeren Union in Angriff, um seinen Anspruch zu festigen. 1934 veranstaltete Lewis in Brüssel die FUDOSI (Internationaler Verband der Einweihungsorden und Gesellschaften), um sich dort von Marc Laval, der ein Jahr zuvor für die Sexualpraktik Karezza einstand, seine rosenkreuzerische Legitimität beglaubigen zu lassen. Zu den Teilnehmern zählten Abgesandte der Èglise Gnostique Universelle, Lavals Mitstreiter Jean Mallinger, Victor Blanchard (1878–1953) Gründungsmitglied der Vereinigung, die 1921 einen Martinistenorden gegründet hatte und Émile Dantinne, der nach Joséphin Péladans Tod 1918 dessen Orden übernommen hatte. Die FUDOSI wurde 1951 aufgelöst.

#### Crowleys Übernahmeversuche (1935)

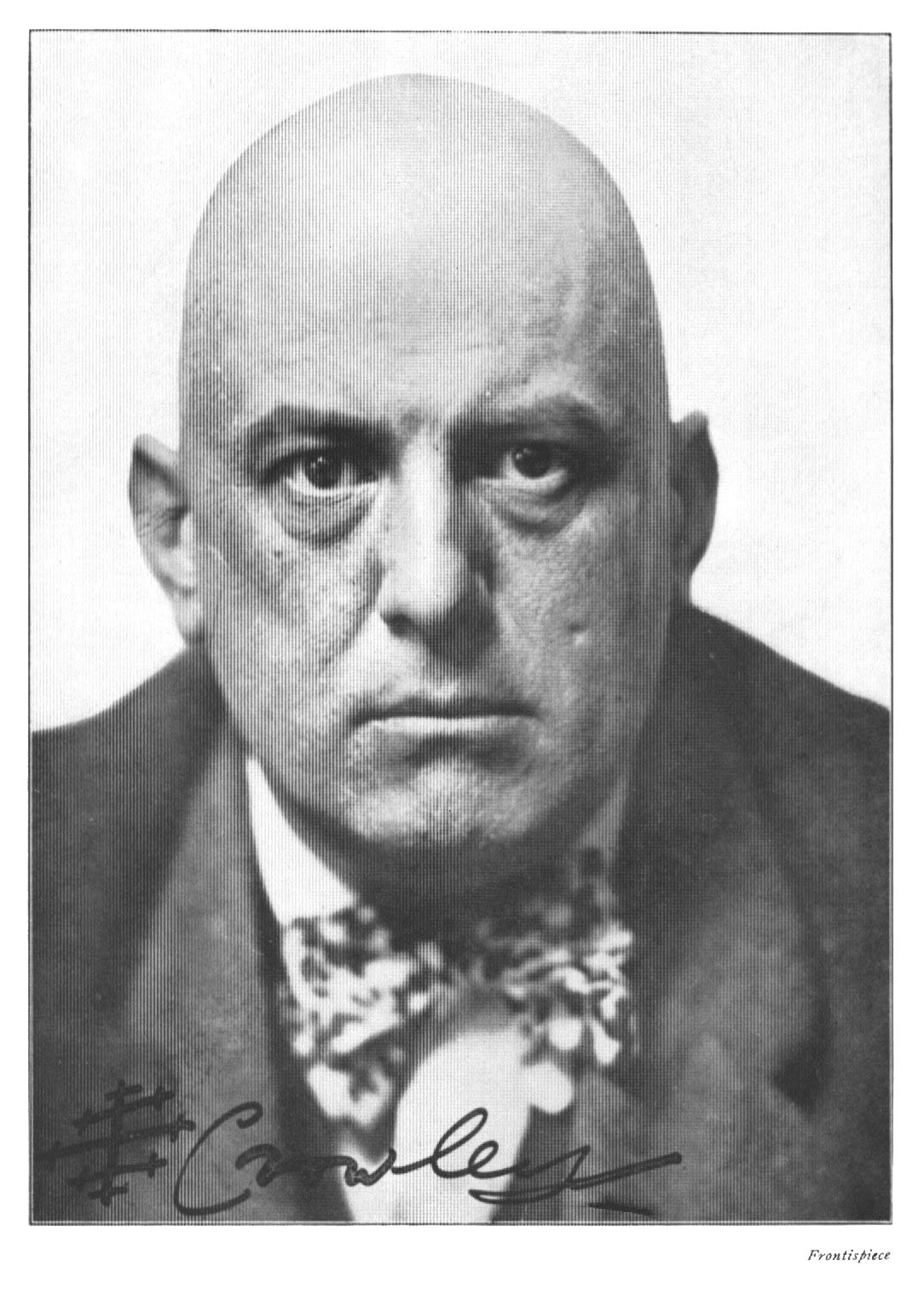
Aleister Crowley forderte Lewis auf, ihm den AMORC kampflos zu übergeben

1935 versuchte der in die Insolvenz geratene Okkultist Aleister Crowley mit seinen Konkurs-Anwälten, den AMORC zu übernehmen. Er nahm auch das Vermögen des AMORC ins Visier, um den durch seinen Bankrott entstandenen Schuldenberg abzubauen, da ihm sonst eine Gefängnisstrafe drohte. Dazu schrieb er zunächst einige höfliche Briefe und bot Lewis am 19. August 1935 Hilfe beim Kampf gegen Clymer an, da dieser in seinen Büchern bewiesen zu haben glaubte, dass der AMORC von Crowleys OTO-Flügel abstammte, was nicht zutraf. Crowley forderte Lewis zunächst in einem Brief auf, ihm den AMORC kampflos zu übergeben. Dann umkreiste Crowley Lewis von mehreren Fronten: Am 5. September 1935 erhielt der Lewis-Repräsentant Andrea in London ein Schreiben Crowleys, in dem er sich als Chef aller Rosenkreuzer ausgab, der fortan die Geschicke des AMORC zu leiten hätte. Gleichzeitig erschien Crowleys Anwalt Schneider zu einer ersten Konsultation im Büro des AMORC-Anwalts Walker in Los Angeles und schlug eine Zusammenarbeit im juristischen Kampf gegen Clymer vor. Bei einem zweiten Treffen der beiden am 18. September 1935 forderte Schneider nun den Zugang zum AMORC-Hauptquartier in San José. Bis Januar 1936 folgten ein Dutzend Briefe zwischen Lewis, Andrea, Walker und Crowley. Schließlich argumentierte Lewis, der den AMORC nicht an Crowley abtreten wollte, dass Crowley von Reuss bereits am 25. Oktober 1921 aus dem OTO ausgeschlossen wurde, und er eigentlich kein richtiges OTO-Vollmitglied war, da er angeblich nicht im Besitz einer OTO-Charter, sondern nur eines Zertifikats sei. Crowley bestritt dies und entgegnete, dass der AMORC seine Autorisation von genau dieser OTO-Charter beziehe und ihm, Crowley, demzufolge der AMORC allein gehöre. Doch Lewis sah den Klagedrohungen gelassen entgegen. Schon als sich Crowley in den USA als Repräsentant des Ordo Templi Orientis (OTO) ausgab, reagierte Lewis besorgt, da er Crowley bereits 1916 als Schwindler bezeichnet hatte. Crowley versuchte vergeblich, Lewis’ Feind Arnoldo Krumm-Heller für den Kampf gegen Lewis zu mobilisieren und beschäftigte sich 1937 mehrfach auch sexualmagisch mit dem AMORC. In einem AMORC-Lehrbrief für den 11. Grad wird Crowleys Sinnspruch „Tu was du willst, soll sein das Ganze des Gesetzes; Liebe ist das Gesetz, Liebe unter Willen.“ abgedruckt und dahingehend interpretiert, dass man im Verantwortungsbewusstsein gegenüber dem Karma-Gesetz handeln soll.

#### Gründung der FUDOFSI (1939)
Als Reaktion auf Lewis’ FUDOSI konterte Clymer 1939 im Gegenzug mit der Gründung eines eigenen rivalisierenden Dachverbands: Mit ihm freundlich gesinnten esoterischen Gruppen wurde unter seiner Federführung ein Bund von Intiatenorden und Mysterienschulen, die sogenannte FUDOFSI gegründet. Von diesem Verband ließ er sich eine authentische initiatorische Rosenkreuzer-Abstammung bestätigen. In der Folgezeit tobte der Kampf zwischen Amerikas Rosenkreuzerrivalen weiter. Bereits 1935 war es zu einem größeren Gerichtsprozess zwischen den beiden Kontrahenten gekommen, den Clymer verlor.

#### Rosicrucian Fellowship
Die heutigen Rosenkreuzer-Organisationen vertreten unterschiedliche Auffassungen über den Inhalt des Rosenkreuzertums und die Geheimhaltung. Das führte dazu, dass sich der AMORC mit anderen Rosenkreuzer-Orden um die Repräsentanz des „wahren“ Ordens stritt. Im Streit mit der von Max Heindel gegründeten Rosicrucian Fellowship werden dabei voneinander völlig abweichende Vorstellungen mit dem Begriff Rosenkreuzer verknüpft: So erklärte ein Heindel-Schüler in der AMORC-Zeitschrift American Rosae Crucis vom Mai 1916 in einem Leserbrief, dass Heindel seine Initiation von hohen Geistwesen, nach einer Prüfung von den einzigen derzeit inkarnierten Älteren Brüdern, namentlich den Angehörigen des authentischen echten Rosenkreuzerordens, im Rosenkreuzertempel in Deutschland erhalten habe. Aus diesem Grund sei es ausgeschlossen, dass sich der AMORC-Gründer Lewis oder andere sich rechtmäßig als Eingeweihte des „wahren“ Rosenkreuzerordens bezeichnen. Lewis konterte, dass unter dem „echten“ Orden etwas völlig anderes zu verstehen sei, nämlich eine freimaurerähnlich aufgebaute irdische Organisation mit geheimen erhabenen Tempelinitiationen, die angeblich von den alten Ägyptern herrühren und die nun in seinem AMORC praktiziert würden. Daraus zog Lewis die Schlussfolgerung: „If he [Max Heindel] refused to take a pledge of secrecy he could not have been initiated into the Order in any country.“
Entsprechend konträr ist der Umgang mit dem Lehrmaterial der beiden Kontrahenten: Während die Veröffentlichung der Lehren für die Rosicrucian Fellowship von zentraler Bedeutung ist, ist für den AMORC die Geheimhaltung das wichtigste Kennzeichen des Rosenkreuzertums. Dagegen spielen die eigentlichen Inhalte beider Lehren in den Streitigkeiten nur eine untergeordnete Rolle. So stellte Lewis nur lapidar fest, dass die von Heindel publizierten Lehrinhalte nicht die wahren Rosenkreuzergeheimnisse enthielten, wie jeder Rosenkreuzereingeweihte ab dem dritten Grad erkennen könne. In der Gegenwart sind solche Streite selten geworden, weil man die Gegenüberstellung eher meidet und lediglich öffentlichkeitswirksam versucht, die eigene Organisation als die einzig existierende auszugeben. Werden in Diskussionen trotzdem andere Rosenkreuzergruppen erwähnt, wird darauf verwiesen und erklärt, dass der Begriff Rosenkreuzer rechtlich nicht geschützt sei und deshalb von jedermann benutzt werden könne. Eigene Aussagen über andere rosenkreuzerische Organisationen werden weitestgehend vermieden.

### Leitung durch Ralph Maxwell Lewis

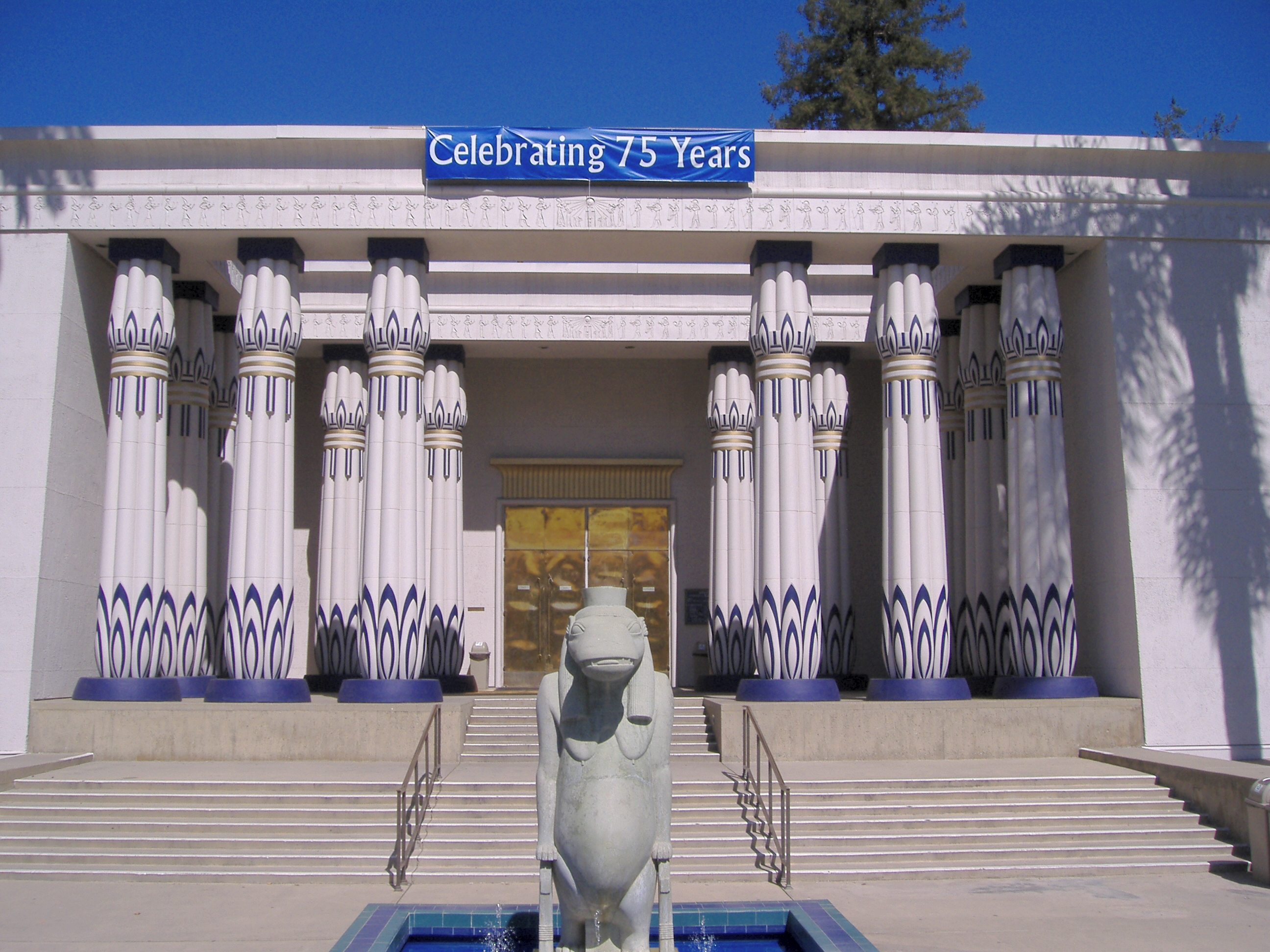
Eingang zum „Rosicrucian Egyptian Museum“ im „Rosicrucian Park“ des AMORC in San José

Harvey Spencer Lewis starb am 2. August 1939 und sein Sohn Ralph Maxwell Lewis (1904–1987) führte die Geschäfte seines Vaters weiter. Die Rituale und Monografien H.S. Lewis wurden jedoch nicht weiter verwendet. Bevor er die Leitung des AMORC übernahm, war R. M. Lewis bereits seit 16 Jahren mit wichtigen Ämtern der Organisation betraut. Nach seiner Amtsübernahme wurde er Mitglied des Obersten Rates des befreundeten französischen Rosenkreuzerordens Ordre Kabbalistique de la Rose-Croix. R. M. Lewis machte den AMORC während seiner Amtszeit von 1939 bis 1987 in über 80 Ländern bekannt. R. M. Lewis kam 1965 und 1973 nach Deutschland, um Wilhelm Raab als Großmeister einzusetzen. Nachdem R. M. Lewis am 12. Januar 1987 verstarb, begannen für den AMORC turbulente Zeiten.

### Leitung durch Gary Lee Stewart und Stewart-Affäre
Am 23. Januar 1987 wurde der Großmeister der englischen Jurisdiktion Gary Lee Stewart (geb. 1953) vom obersten Leitungsgremium des AMORC zum neuen Imperator gewählt. 1990 wurde er gegen seinen Protest per Gerichtsbeschluss des Amtes enthoben, weil man ihm die Veruntreuung von drei Millionen Dollar vorwarf, was sich vor Gericht jedoch nicht erhärten ließ. AMORC erzielte mit den Banken eine außergerichtliche Einigung. Es kam auf internationaler Ebene zu einem internen Vertrauensbruch zwischen den regionalen Gliederungen und dem damaligen Leiter des Dachverbands des AMORC. Dieser eskalierte zu drei Jahre andauernden Zivilprozessen, in denen es primär um die Rechtmäßigkeit der Absetzung Stewarts als Imperator ging. Im Hintergrund des Zerwürfnisses gab es grundlegendere Differenzen zwischen dem Board of Directors und Stewart über den Aufbau des Ordens. Stewart gründete infolge seiner Absetzung seinen eigenen Rosenkreuzer-Orden, die Confraternity Rose Cross (CRC+C). Der Franzose Christian Bernard, damaliger Leiter der französischen Gliederung, übernahm ab dem 12. April 1990 die Leitung des AMORC und trieb die Expansion des Ordens im ehemaligen Ostblock voran. Aufgrund der Stewart-Affäre wurde das Amt des Vorsitzenden 1992 reformiert. Dieser wird nicht mehr auf Lebenszeit, sondern für den Zeitraum von fünf Jahren gewählt und kann sich danach einer Wiederwahl stellen.
Gary Lee Stewart hält sich für den Nachfolger R.M. Lewis’ und rechtmäßigen Imperator der Rosenkreuzerlinie, die vom AMORC von 1915 bis 1990 repräsentiert wurde, während Christian Bernard lediglich einer neugegründeten Gruppierung vorstehe. Demnach ist gegenwärtig Stewards neuer Rosenkreuzerorden, die Confraternity of the Rose-Cross (CR+C), der eigentliche AMORC, während der AMORC selbst im Jahre 1990 aufgelöst und stattdessen eine andere Gesellschaft gleichen Namens, jedoch mit neuen Statuten und umgewandelten Lehren begründet wurde.
Ab November 1990 verlor der AMORC ungefähr 50.000 Mitglieder, die sich Stewards Confraternity Rose Cross (CR+C) anschlossen.

### Umzug der Weltzentrale
Unter der Leitung von Christian Bernard wurde das AMORC-Hauptquartier (Supreme Grand Lodge) vom „Rosicrucian Park“ in San José, Kalifornien, zur Domain of Silence in Québec (Kanada) verlegt. 1990 ist die AMORC-Weltzentrale laut dem französischen Religionswissenschaftler Antoine Faivre von San José nach Omonville in Frankreich umgezogen. Gegenwärtig soll sich der Sitz des AMORC bei Montreal (Kanada) und in Omonville befinden. Die Anzahl der weltweiten Mitglieder wird verschiedentlich auf 100.000 bis 150.000 und 250.000 geschätzt. Die gelegentliche Falschangabe über mehrere Millionen Mitglieder bezieht sich nicht auf aktive Mitgliedschaften, sondern irrtümlich auf eine Adressbuch-Liste des Ordens. Im deutschen Sprachraum wurde 2004 von etwa 3000 Mitgliedern ausgegangen.

### Entwicklung in Europa und Deutschland
Nachdem sich der AMORC in den Vereinigten Staaten etabliert hatte, wurden mehr oder weniger unabhängige Gliederungen des AMORC in Europa geschaffen, von denen einige später getrennte Wege gingen, wie Eduard Munningers Antiquus Arcanus Ordo Rosae Rubeae Aureae Crucis. Nach zwei gescheiterten Versuchen des AMORC in den Jahren 1921 und 1927 in Frankreich Fuß zu fassen, misslang 1930 zunächst auch in Deutschland die Gründung einer Zweigstelle. In Frankreich etablierte Raymond Bernard (geb. 1921) eine Großloge unter der Großmeisterin Jeanne Guesdon (1884–1955). Nach deren Tod wurde Bernard 1956 Großmeister der französischen Loge. Schließlich wurde Bernard in das „Supreme Council of the Rose+Croix“ zum Supreme Legate für Europa, später weltweit ins Board of Directors, gewählt. Nach dem Zweiten Weltkrieg wurde der Orden schließlich auch in Deutschland aktiv. In der Mitgliederzeitschrift „Temple-Echoes“ erschien im Dezember 1950 die Mitteilung, dass eine Zweigstelle in Deutschland unter dem Namen „Gustav-Meyrink-Lodge“ gegründet worden sei. In der entsprechenden Verlautbarung wird auf eine Charter Bezug genommen, die Harvey Spencer Lewis an den Münchener Ingenieur Martin Erler mit der Bevollmächtigung ausgestellt habe, den AMORC in Deutschland zu vertreten. Die Gründung wurde erst zwei Jahre später offiziell. Als Name der Zweigstelle wurde zunächst der Titel „Gesellschaft für psychophysische Forschung“ in Betracht gezogen, da man für die Wahrnehmung der rein administrativen Aufgaben keine Bezeichnung verwenden wollte, die das Wort Rosenkreuz beinhaltet. Zu dieser Namensgebung kam es allerdings nicht. Am 15. März 1952 ließ Martin Erler, der Leiter der Gustav Meyrink Loge, den AMORC als Verein beim Amtsgericht München eintragen. Als Vereinszweck gab er „Psychophysik des Ing. Martin Erler“ an. Erler wurde erster deutscher Großmeister, was der AMORC abstreitet, verließ den AMORC jedoch bereits 1954, um seinen eigenen Orden zu gründen, den Ordo Rosae Aurae. 1956 verfügte die oberste AMORC-Großloge in San José die Verlegung der deutschen Administration nach Überlingen am Bodensee, die den deutschen AMORC sieben Jahre lang leitete. In Überlingen beschloss man am 29. Dezember 1958 eine neue Satzung. Am 3. April 1959 wurde ein AMORC-Verein ins Vereinsregister des Amtsgerichts Überlingen eingetragen und die Münchener Mitglieder zum Vereinswechsel nach Überlingen aufgefordert. Am 16. Dezember 1959 veranlasste der AMORC schließlich die Löschung des Eintrags im Vereinsregister München, weil dort nur noch drei Mitglieder verblieben waren. Dem Verein wurde der Status der Gemeinnützigkeit versagt. 1963 verlegte AMORC den Sitz der Großloge nach Baden-Baden, wo der Orden eine Jugendstilvilla für die Verwaltung der mittlerweile zirka 500 Mitglieder erwarb. 1964 wurde das Züricher Kapitel angegliedert. 1999 übernahm Maximilian Neff das Großmeisteramt in Deutschland von Raab. Der AMORC betreibt in Karlsruhe ein Buchgeschäft, dem eine Versandbuchhandlung angegliedert ist. Für äußere Aktivitäten wurde das AMORC-Kulturforum und Kunstkabinett in Baden-Baden gegründet, wo regelmäßig Ausstellungen und Konzerte stattfinden.

## Ziele
Der Orden will seine Mitglieder durch die Vermittlung von esoterischen Kenntnissen zu einem Leben in Harmonie mit den kosmischen Gesetzmäßigkeiten und zu mehr Glück und Wohlstand verhelfen. „Das Leben meistern“ lautete der Titel einer früher erhältlichen Informationsbroschüre. Um eine niedrige Einstiegshürde für breite Bevölkerungsschichten zu bieten, stellt der AMORC zunächst nichtreligiöse Ziele in Aussicht und verspricht Interessenten, dass viele Werktätige einen praktischen Nutzen aus den von jedermann anwendbaren AMORC-Lehren zögen. An diese Erfolgsversprechen knüpft der AMORC erst später die Vermittlung seiner transzendenten Inhalte an. Gleichfalls sollen die Lehren die Evolution durch die Entwicklung des individuellen Potentials fördern.

## Organisationsstruktur

### Verwaltung, Logensystem und Zentren
An der Spitze der AMORC-Hierarchie steht als Präsident des Obersten Rates der für die Amtsdauer von fünf Jahren gewählte so genannte „Imperator“. Der Imperator ist einerseits der Vorstandsvorsitzende und andererseits das spirituelle Oberhaupt des Ordens, der die rosenkreuzerische Tradition behütet. Der Oberste Rat leitet den Orden auf internationaler Ebene und setzt sich aus den Großmeistern der örtlichen Zuständigkeitsbereiche (Jurisdiktionen) und dem Imperator zusammen. International unterhält der AMORC in Sprachgebiete aufgeteilte Hauptstützpunkte (Großlogen), in deren Zuständigkeitsbereich sich Städtegruppen mit abgestufter Bedeutung bilden, namentlich Atrium, Pronoas, Kapitel und Loge, die üblicherweise einmal monatlich zwanglos zusammenkommen.

### Mitgliedschaft
Beim AMORC können volljährige Frauen und Männer Mitglied werden. Minderjährige können mit Genehmigung der gesetzlichen Vertreter bei Vollendung des 16. Lebensjahres dem AMORC beitreten. Mitglieder können den Orden zum Ende eines Monats ohne Angabe von Gründen verlassen. Ein auch mehrfacher Ein- und Wiedereintritt ist möglich. Da sich der AMORC als Weisheitsschule und nicht als Religion begreift, stellt ein Austritt keinen „Abfall vom Glauben“ dar. Eine Wiederaufnahme ist daher relativ unproblematisch möglich, wenn das ehemalige Mitglied sein Studium später fortsetzen möchte.
Mit dem AMORC ist seit 1946 der Traditionelle Martinisten Orden (TMO) verbunden, den der jeweilige AMORC-Imperator leitet und in den nur Mitglieder des AMORC aufgenommen werden können. Nach AMORC-Großveranstaltungen finden mitunter TMO-Konventikel statt. Nur einige auserlesene Mitglieder werden in den „Militia Crucifera Evangelia“ zugelassen, der damit eine Art innerer Orden des AMORC ist. Die ursprünglich autarke Gruppe im FUDOSI entlehnte ihren Namen von einer 1586 in Lüneburg gegründeten Gemeinschaft.

### Finanzierung
Der monatliche Mitgliedsbeitrag beträgt 35,- Euro. Das ist im Vergleich mit anderen Gruppierungen der Neu-Rosenkreuzer der höchste feste Beitrag und stellt eine erhebliche Eintrittsschwelle dar. Die Beiträge dienten ausschließlich zur Aufrechterhaltung von Organisation und Verwaltung, da die dafür zugesendeten Lehrbriefe und Hefte Ordenseigentum bleiben und beim Austritt zurückgeschickt werden sollen. Mit dem AMORC-Kunstwort „Amra“, (früher: „Amrak“; rückwärtsgelesen: Karma) bezeichnet der AMORC sein „Gesetz der Wiedervergeltung gegen den AMORC“. Der Konzil des Trostes und der Hilfe (KTH) ist eine spezielle AMORC-Abteilung, eine Art von okkulter Heilungsdienst: Wer Sorgen hat oder geistige Hilfe benötigt, kann sich an das KTH wenden. Statt fester Nutzerbeiträge, baut das KTH, auf Basis des „Gesetzes der Wiedervergeltung gegen den AMORC“ auf den guten Willen und finanziert sich durch freiwillige Gaben: Das KTH empfiehlt allen Hilfesuchenden zu diesem Zweck eine Sparbüchse anzulegen und die Ersparnisse regelmäßig an den Bruderfonds des AMORC abzuführen. Ein Nachweis für die Verwendung der Gelder wird nicht erbracht. Wer sich mit dem KTH in Verbindung setzt, muss alle zehn Tage bis zur vollständigen Genesung einen Bericht einsenden. Die Kranken glauben oft umfassend Heilhilfe zu erhalten, deren Kosten nicht von den Krankenkassen erstattet werden. Die Bezeichnung „Kathedrale der Seele“, eine mentale Fiktion des AMORC, ist eine Imaginationsübung: Zuerst muss sich der Schüler die Hände waschen, einen Schluck kaltes Wasser trinken und dann ein Gebet sprechen. Danach denkt er bei geschlossenen Augen an die große Kathedrale, bis es im Raum kühl wird. Auch im Rahmen dieser Übung wird der Schüler an das „Gesetz der Wiedervergeltung gegen den AMORC“ (Amra) erinnert, um dazu anzuhalten, nach jeder Leistung eine kleine (freiwillige) Gabe zu spenden.

### Gradsystem
Den abgestuften Einweihungsweg können die Mitglieder durch das Studium von Fernunterrichtsbriefen durchlaufen. Um das Jahr 1923 hatte der AMORC drei Studiengrade. Etwa 1930 erweiterte man das Gradsystem um die neun Grade der Gold- und Rosenkreuzer des 18. Jahrhunderts. Seit dem „Brüsseler Konvent“ der Gründungsmitglieder der FUDOSI im Jahr 1934 gibt es 16 Grade, von denen die letzten drei laut „Lexikon des Geheimwissens“ restriktiv erteilt werden. Jedem Mitglied stehe es bei entsprechender Beitragszahlung frei, alle 16 Grade zu absolvieren.

### Der AMORC-Meister
Nach dem „Lexikon des Geheimwissens“ wird nur einigen wenigen Auserwählten des 9. und 10. Tempelgrades des AMORC in den „Fragmenten der Weisheit der Meister und Enthüllungen der Illuminaten“ mitgeteilt, dass der AMORC einen geheimen Meister habe, der den Beinamen „Der Verschleierte Amatu“ trage. Gemäß der „Fragmente“ Nr. 2 ist „Der Verschleierte Amatu“ mit dem „Meister“ Kut Humi (auch: Koot Hoomi) der Theosophischen Gesellschaft geistig verbunden, von gleichgestelltem Rang und kommuniziere mit der Welt nur mit dem Imperator des AMORC. Den AMORC-Schriften sei zu entnehmen, dass sich Amatu im Besitz eines großen Geheimarchivs mit vielen Büchern befinde, in denen sich die Geschichte der Rosenkreuzer bis zum Jahre 800.000 v. Chr. zurückverfolgen ließe.

## Lehrinhalte und Arbeitsweise
Durchschnittlich dauert die Absolvierung aller neun Tempelgrade ungefähr fünf bis sechs Jahre. Die Lehrinhalte des AMORC bestehen in den einführenden Lehrgraden aus: Rosenkreuzer-Geschichte; Funktion, Tätigkeit und Phasen des Bewusstseins; Wahrnehmung von Raum und Zeit; Entwicklung der psychischen Zentren, der Wert des Schlafes; Empfehlungen zur Gesundheitserhaltung; die Aura; erste Darstellungen zur Reinkarnation und zum Gesetz des Karma; Meditation, Kontemplation; Visualisation; Imagination und Konzentration. In den Tempelgraden wir gelehrt: Ontologie nach Auffassung des AMORC; Studium über Entstehung, Bestandteile und Formen der Materie; Dualität des Bewusstseins; Illusion und Wirklichkeit; Lebensenergie; das Gottesbild und die philosophische Entwicklung des Menschen; psychischer Körper und Selbstheilung; die Seele und wie sie sich manifestiert; Erlangung höheren Bewusstseins. Außerdem werden mystische Techniken der Konzentration, Meditation, Visualisation und der spirituellen Alchemie behandelt. Obschon das von Crowley propagierte Gesetz „Tu was Du willst!“ und sein Credo „Liebe ist das Gesetz, Liebe unter Willen“ in der AMORC-Lehre zeitweilig als angebliche alte Rosenkreuzer-Gesetze vorkamen, die Symbolik mit der des OTO verwandt war, und H.S. Lewis den Sexualmagier Paschal Beverly Randolph sogar für einen „foremost men of the order“ gehalten hat, soll Sexualmagie angeblich kein Bestandteil im Lehrplan des AMORC sein.

### Entstehungslegende
Der AMORC beruft sich auf Traditionen, die bis in das Alte Ägypten der Zeit von Thutmosis III. zurückreichen sollen. Entsprechende Dokumente, so wird behauptet, würden in den Archiven in San Jose existieren. Der Orden folgt somit der Ansicht des Alchemisten Michael Maier (1569–1622), der in seiner 1617 erschienenen Schrift Silentium post clamores die Ursprünge der Rosenkreuzer-Idee ebenfalls auf Altägypten zurückverfolgte. Der AMORC versteht sich dabei als „der sichtbare Teil der unsichtbaren Großen Weißen Bruderschaft“. Zur Zeit Pharaos Amenophis IV. (Echnaton) sei der Orden für Interessenten geöffnet worden. Auf Basis dieser legendären Konstruktion vereinnahmt der AMORC fast alle prominenten Denker der Antike als „Rosenkreuzer“ und behauptet, sie seien Eingeweihte dieses ägyptischen Mysterienordens gewesen, darunter Pythagoras, Sokrates, Platon, Aristoteles, Cicero und Seneca.
H.S. Lewis wurde in seiner Zeit in New York zudem als einer der Auserwählten präsentiert, die um das angebliche Geheimversteck des Sarges von Christian Rosencreutz wüssten, der im ausgehenden 17. Jahrhundert an die Pazifikküste der Vereinigten Staaten verbracht worden sein soll. Lewis habe Rosencreutz' Leichnam darin unversehrt und intakt vorgefunden.

### Bezug zu den Rosenkreuzer-Urschriften

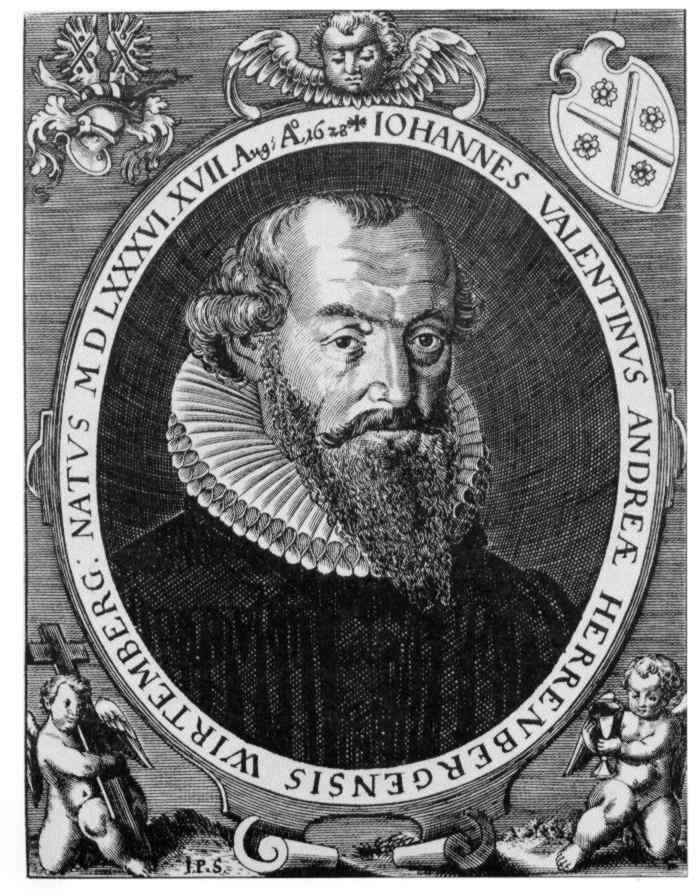
Die Urheberschaft der „Chymischen Hochzeit“ (1616) seitens Johann Valentin Andreae wurde von AMORC-Gründer Lewis bestritten.

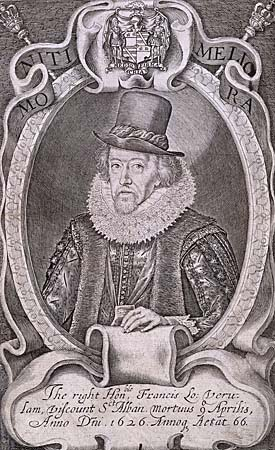
Harvey Spencer Lewis hielt Francis Bacon für den Urheber drei Rosenkreuzer-Urschriften des frühen 17. Jahrhunderts.

In der Lehre des AMORC spielen die drei Rosenkreuzermanifeste des frühen 17. Jahrhunderts „Fama Fraternitatis“ (1614), „Confessio Fraternitatis“ (1615) und „Die Chymische Hochzeit des Christian Rosencreutz“ (1616) eine eher untergeordnete Rolle. Der AMORC behauptet, diese Rosenkreuzermanifeste seien auf Beschluss eines Ordens veröffentlicht worden, der dadurch erstmals unter dem Namen des Rosenkreuzes an die Öffentlichkeit getreten sei. Auch bezüglich des Namens der literarischen Figur des Christian Rosencreutz vertritt der AMORC eine ganz eigentümliche Auffassung: Die in der Fama verwendeten Initialen C.R. zu, wie üblich, „Christian Rosencreutz“ aufzulösen, wird scharf abgelehnt, da sie angeblich eine eigene esoterische, nach Ägypten zurückweisende Bedeutung, haben. Die Urheberschaft der Rosenkreuzer-Manifeste, die nach heute allgemeiner Auffassung im sogenannten „Tübinger Kreis“ und bezüglich des dritten Manifests („Chymische Hochzeit“) bei Johann Valentin Andreae zu finden ist, wurde von H.S. Lewis in Abrede gestellt. Nach Lewis Meinung stammten sie vielmehr vom englischen Philosophen und Staatsmann Francis Bacon (1561–1626), den er zudem als Imperator der Rosenkreuzer des 17. Jahrhunderts betrachtete. Neben den drei genannten Rosenkreuzer-Urschriften sieht der AMORC die anonyme Veröffentlichung „Die Geheimen Figuren der Rosenkreuzer aus dem 16ten und 17ten Jahrhundert“ aus dem Jahr 1785 als festen Bestandteil seiner Ordensgeschichte an.
Die älteren deutschsprachigen Veröffentlichungen ähneln in Grundzügen den Darstellungen von H.S. Lewis, weisen aber auch einige Unterschiede auf, indem zum Beispiel behauptet wird, dass das Erscheinen der Rosenkreuzermanifeste zu Beginn des 17. Jahrhunderts auf Beschluss des Ordens geschehen sei, der aufgrund religiöser Verfolgung im Geheimen gewirkt habe. Durch die Veröffentlichung der Schriften sei der Orden erstmals unter dem Namen des Rosenkreuzes an die Öffentlichkeit getreten.

### „Geheimwissen“
Dass Lehrinhalte als geheim betrachtet werden, ist ein Kennzeichen esoterischer Gemeinschaften seit jeher. In der Gegenwart ist allerdings bei AMORC diese Geheimhaltung am deutlichsten ausgeprägt. Bereits im „Aufnahmegesuch in den Äußeren Kreis des A.M.O.R.C“ verpflichtet sich der Beitrittswillige zur Geheimhaltung:

„Alles leihweise überlassene Studienmaterial, wie Monographien und die dazugehörigen Abhandlungen, werde ich vertraulich behandeln. […] Sollte ich den Orden einmal verlassen, verpflichte ich mich, alles leihweise erhaltene Studienmaterial auf meine Kosten unverzüglich zurückzusenden.“

Während die veröffentlichten Bücher des AMORC nur Anwendungen oder allgemeine Prinzipien enthalten, bilden die Inhalte der Monographien den eigentlichen Kern der Lehre. Es wird viel Wert darauf gelegt, dass die authentische Lehre nie öffentlich in Buchform oder sonst wie publiziert wird. Dies wird damit begründet, dass so ein Hindernis aufgebaut werden soll für Neugierige und jene, die nicht aufrichtig bei der Sache sind.
So wird im nur für das Mitglied bestimmten „Weiser für Neophyten“ unterstrichen, dass Außenstehenden die Monographien, Ritualtexte und privaten AMORC-Korrespondenzen keinesfalls gezeigt werden dürfen. Der AMORC empfiehlt weiter, sämtliche Monographien, Ritualtexte und Korrespondenzen in einer Holzkiste mit Deckel und Schloss aufzubewahren, an welcher außer dem eigenen Namen der Hinweis anzubringen sei, dass diese nach dem Tod oder längerer Abwesenheit des Mitglieds an die Großloge zu senden sei.

### Monographiestudium
Als Heimstudium trägt die AMORC-Mitgliedschaft den Charakter eines Fernunterrichts. Im Mittelpunkt steht das Studium von Manuskripten, die „Monographien“ genannt werden und den eigentlichen Kern der Lehre enthalten. Die vom Orden veröffentlichten Bücher beinhalten hingegen nur allgemeine Prinzipien und Anwendungen. Die Monographien werden den Mitgliedern periodisch zugesandt. Sie bleiben Eigentum des Ordens und sind bei Beendigung der Mitgliedschaft wieder an die Großloge zurückzusenden. Die Inhalte der Monographien unterliegen der Geheimhaltungspflicht. Neben diesen Manuskripten liegt den Zusendungen die aktuelle Monatsausgabe der Ordenszeitschrift „Tempel-Echo“ bei, die nicht dem jeweiligen Lehrgrad zugeordnet ist, sondern aktuelle Informationen enthält. Aufgebaut sind die Monographien weitgehend nach einem gleichartigen Schema. Am Anfang der Abhandlung wird zunächst eine bekannte Persönlichkeit zitiert, wobei das Zitat einen Bezug zum weiteren Inhalt der Abhandlung aufweist. Dem Zitat folgt der eigentliche Lehrtext, der im Briefstil verfasst ist und den Umfang von ungefähr zehn Seiten hat. Er endet mit der anonymen Unterzeichnung „Der Meister für Ihre Studien“. Konkrete Personen werden nicht genannt, weil der AMORC keinen Personenkult aufkommen lassen möchte. Dem Hauptteil schließt sich eine Zusammenfassung der wichtigsten Inhalte sowie Anweisungen zur praktischen Anwendung an, die zur Überprüfung und besseren Nachvollziehbarkeit der vorher besprochenen Theorie dienen.
Zur Vertiefung können neben den Lehrbriefen Seminare zu den einzelnen Graden besucht werden. Diese finden am Sitz der Großloge und bei den bedeutenderen Städtegruppen statt und stehen allen Studierenden des AMORC offen. Die Teilnahme daran bleibt den Mitgliedern jedoch freigestellt. Außerdem findet einmal jährlich im Frühjahr ein Ordenskonvent statt, an dem sowohl Mitglieder als auch Gäste teilnehmen können.

### Rituale
Das Heimstudium der per Post zugestellten Lehrbriefe ist vollständig in rituelle Handlungen eingebettet. Mitglieder sollen sich für ihre Studien in einer Ecke im Wohn- oder Schlafzimmer, wo sie absolut ungestört sein können, einen kleinen Altar aufbauen, das sogenannte „Heim-Sanktuarium“. Das kann ein kleiner Tisch oder ein Wandbord sein, das bedeckt oder dunkel gestrichen sein soll, der zwischen zwei Kerzen sowie einen großen Spiegel (ca. 30 × 50 cm) auf einen Tisch gestellt wird, sodass man sich beim Lesen jederzeit im Spiegel anschauen kann, etwa um mit sich Zwiegespräche führen zu können. Weitere Symbolgegenstände, z. B. das beim AMORC verbreitete Henkelkreuz (Anch) oder ein Rosenkreuz können hinzugefügt werden. Dazu wird „Rosenkreuzer-“Weihrauch abgebrannt. Im Heim-Sanktuarium werden auch die der Geheimhaltung unterliegenden rituellen Initiationen selbst durchgeführt. Lediglich der Großloge ist davon zu berichten. Die Anleitung des jeweiligen Selbsteinweihungsrituals erhält das Mitglied zu Beginn des neuen Grades neben den regulären Monographien in einer Spezial-Monographie mit dem Titel „Portal“ postalisch zugesandt. Die Anleitung enthält einen Text in Form von Fragen und Antworten, die das Mitglied im Heimsanktuarium vor seinem Spiegelbild, das das höhere Selbst symbolisiere, verlesen soll. Dies soll ein Erlebnis schaffen, das „den geistigen Gehalt einer Einführung in die Mysterien in den Bereich des Gefühlslebens“ übermittelt. Derartige Selbsteinweihungen sind zwar auch für weit abgelegen wohnende Mitglieder möglich, stellen jedoch unter Orden und Gruppen, die sich auf eine initiatorische Tradition berufen, eine große Ausnahme dar. Beliebt sind Studium und Ritual ergänzende praktische Übungen, etwa die Intonation von Silben, wie dem aus dem Ägyptischen hergeleiteten „Ra-Ma“, das langgezogen und ganz betont gesungen wird: „rrrrrrrraaaaaaaammmmmmaaaaa“ (zirka 10 Sekunden).

### Mystische Techniken und Kontemplation
Mystik ist für den AMORC von zentraler Bedeutung. Der Orden unterscheidet hierbei die mystischen Techniken der Konzentration, Visualisation, Meditation und Kontemplation voneinander. Bei der für die Meditation wichtigen Konzentration kommt es nach der AMORC-Lehre darauf an, die Denkprozesse zugunsten eines bestimmten Gegenstands bewusst einzuschränken. Bei der Visualisation sei kein äußeres Betrachtungsobjekt erforderlich, sondern es wird ein bestimmter Gegenstand vor das geistige Auge projiziert. Insofern das Objekt vorher nicht real bestanden hat, spricht der Orden auch von schöpferischer Imagination, die etwas Neues schafft und die Vorstellung davon an das Unterbewusstsein abgibt. Die Meditation verfolgt nach Ansicht des AMORC den Zweck, über das Unterbewusstsein Kontakt mit dem kosmischen Bewusstsein herzustellen. Eine diesbezügliche Besonderheit der AMORC-Lehre ist, dass bei der Meditation eine genau formulierte Frage an das Unterbewusstsein gestellt wird. Entscheidend für das Gelingen der Meditation sei, die Antwort des kosmischen Bewusstseins hierauf zu vernehmen und zu interpretieren. Die im Oberbewusstsein gestellte Frage nehme über das Unterbewusstsein den Weg zum kosmischen Bewusstsein, das wiederum über das Unterbewusstsein antworte. Weiter angewandt wird die Kontemplation, die als vergleichsweise passiver Zustand beschrieben wird, bei der keine konkreten Fragen formuliert werden.

### Reinkarnation und Karma
Der AMORC stellt, eigenen Angaben zufolge, keine Dogmen auf, an die man glauben müsse, sondern man könne sich selbst von der Richtigkeit der gelehrten Prinzipien durch Übungen vergewissern, was sinngemäß auch für die vermittelte Reinkarnationslehre gelte. Es stünde jedem Mitglied frei, hieran zu glauben oder die diesbezüglichen Lehrinhalte abzulehnen. Dennoch wird Reinkarnationslehre als traditioneller Bestandteil der eigenen Lehren ausgegeben.
Nach Ansicht des Ordens löst sich der Körper nach dem Tod in seine chemischen Bestandteile auf, während die unsterbliche Seele fortbesteht. Die Seele ist nach Auffassung des AMORC aber selbst nicht individuell, sondern ein Teil der kosmischen Allseele, die den Menschen mit dem gesamten Universum und dem göttlichen Bewusstsein verbindet. Prinzipiell seien alle Seelen gleich. Die Seele selbst entwickle sich auch nicht, sondern nur die Persönlichkeit, die die Seele aufgrund ihrer individuellen Erfahrungen, charakterlichen Prägungen und ihres speziellen Schicksals ausbilde. Die Seelenpersönlichkeit zu vervollkommnen ist im AMORC von zentraler Bedeutung. Mit der Reinkarnation sei eine kontinuierliche Aufwärtsentwicklung verbunden. Eine Inkarnation in niedere Daseinsformen (Pflanze oder Tier) wird grundsätzlich verneint.
Für den Zeitraum zwischen zwei Geburten wird als allgemeingültiger Richtwert die Dauer von 144 Jahre angegeben. Nach der Länge des irdischen Lebens richtet sich demnach die Dauer des Verbleibs im Bereich des Kosmos. Wer ein langes Leben hatte, werde sich entsprechend eher wiederverkörpern als früh Verstorbene, die entsprechend länger bis zu ihrer nächsten Geburt im kosmischen Bereich bleiben müssten. Unmittelbar vor der Geburt begebe sich die Seelenpersönlichkeit in die Nähe der Mutter, wobei die Verbindung mit dem Kind erst mit dem ersten Atemzug stattfinde. Die Umstände der Wiederverkörperung würden überwiegend vom Kosmos festgelegt. Es sei dennoch bis zu einem gewissen Grad möglich, durch sein jetziges Leben auf seine künftige Reinkarnation Einfluss zu nehmen, etwa durch die Ausübung gemeinnütziger Interessen. Wer eine gute Gesinnung sein Eigen nennen kann, die von Liebe erfüllt und frei von Hass und Vorurteilen ist, der könne auf eine nächste Inkarnation mit mehr Glück, Liebe und Wohlwollen hoffen. Hierbei ist das Konzept des karmischen Ausgleichs grundlegend. Die Bereinigung des Unterbewusstseins von unangenehmen und belastenden Erlebnissen ist nach Auffassung des AMORC wichtig zur positiven Beeinflussung künftiger Inkarnationen.

### Symbolarbeit

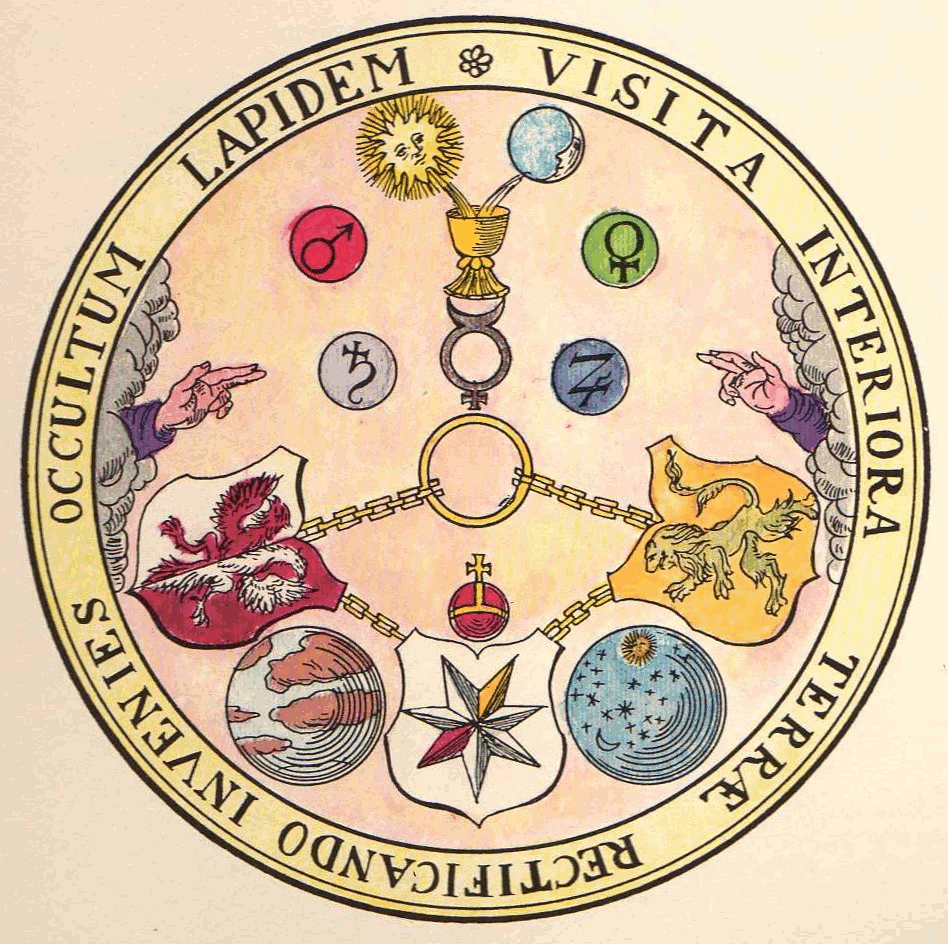
Hermetisch-alchemistische Symbolik („vitriol-Akrostichon“) aus „Die Geheimen Figuren der Rosenkreuzer“ (1785), Bestandteil der AMORC-Lehre

Symbole sind im AMORC von wesentlicher Bedeutung und in den Druckveröffentlichungen des Ordens häufig anzutreffen. Insbesondere dienen sie als Ausgangspunkt für eigene Meditationen und zur kurzen und prägnanten Darstellung bestimmter esoterischer Gesetze und Prinzipien, die sonst langer Ausführungen bedürften und mit Worten nur schwer vermittelbar seien. In diesem Sinn sind sie weniger zur Verschlüsselung, sondern mehr als eine Art Abkürzung gedacht. Anders als traditionelle Erklärungen, die oft nur an der Oberfläche blieben, würden Symbole zudem besser die tieferen Dimensionen des Bewusstseins ansprechen. Die Arbeit mit Symbolen gehört deshalb zu den Übungen des Heimstudiums. So kann der Studierende bestimmte vorgeschriebene Symbole abzeichnen und ausmalen und sodann ungestört und ausgiebig betrachten, um in einen Bewusstseinszustand zu gelangen, der die Kommunikation mit dem kosmischen Bewusstsein ermöglicht. In dem Zusammenhang sind vor allem geometrische Grundfiguren bedeutsam. Zur Symbolarbeit im weiteren Sinn zählt die Beschäftigung mit dem hebräischen Alphabet und den Tarotkarten. Im Emblem des AMORC steht das Rosenkreuz zentral und entspricht in seinen äußeren Umrissen dem des Golden Dawn, nur schlanker. Dem Kreuz selbst wird vom AMORC ausdrücklich keine religiöse Bedeutung beigemessen. Es symbolisiere lediglich den physischen Körper, während die Rose für die sich entwickelnde Seelenpersönlichkeit stehe.

## Öffentlichkeitsarbeit
Der AMORC wirbt durch Inserate in verschiedenen Zeitschriften, Messen sowie öffentlichen Veranstaltungen aktiv um neue Mitglieder und ist regelmäßig an der Frankfurter und Leipziger Buchmesse vertreten. Menschen, die an einem AMORC-Studium interessiert sind, erhalten per Post eine Einführungsbroschüre mit dem Titel „RC. Information über AMORC. Der Alte Mystische Orden vom Rosenkreuz“, die früher „Meisterung des Lebens“ hieß. Der Broschüre ist ein Aufnahmeantrags-Formular beigefügt. Ferner werden Veranstaltungen für Gäste, die nicht zum Orden gehören, angeboten. In den Städtegruppen finden regelmäßig Treffen statt, die auch Gästen offenstehen. Dort kann man Meinungen über die verschiedensten Themen aus den Bereichen Metaphysik und Mystik austauschen. Im Rahmen des AMORC-Kulturforums und Kunstkabinettes finden in den Räumlichkeiten der Großloge in Baden-Baden regelmäßig Kunstausstellungen, Musikabende und Dichterlesungen statt, die auch von zahlreichen Nichtmitgliedern besucht werden.

## Kontroversen
1999 wurde von der französischen Untersuchungskommission MILS (Interministerielle Mission des Kampfes gegen die Sekten) unter dem Vorsitz des Parlamentariers Jacques Guyard das Dossier „Die Sekten und das Geld“ veröffentlicht, das eine Liste mit 30 Gruppen enthielt, die als Hauptakteure („major players“) in Bezug auf ihren finanziellen Einfluss beurteilt wurden; darin wurden gegenüber einer früheren Sektenberichts-Liste Guyards die Anthroposophie und der AMORC ergänzt.
Die MILS benannte sich 2002 in MIVILUDES um und nahm in ihren Sektenbericht aus dem Jahr 2006 den AMORC erneut auf. Als Reaktion schrieb die ehemalige Vorsitzende der Antikult-Organisation UNADFI Janine Tavernier im Vorwort zu einem Buch des französischen AMORC-Großmeisters Serge Toussaint, dass der AMORC keine Sekte, sondern ein „Opfer der Ungerechtigkeit“ sei. Die nachfolgende UNADFI-Vorsitzende Catherine Picard und das MILS-Mitglied Anne Fournier wurden vom AMORC wegen Diffamierung verklagt, nachdem sie den AMORC als „nichts anderes als andere sektiererische Bewegungen“ bezeichnet hatten. Der oberste Gerichtshof Frankreichs gab dem AMORC mit Urteil vom 3. April 2007 recht und hob deshalb ein vorheriges Urteil des Berufungsgerichts auf. Daraufhin einigten sich die Parteien außergerichtlich: Die UNADFI gab im Namen der beiden Beklagten eine eidesstattliche Versicherung ab, dass „der AMORC keine Sekte ist“ und der AMORC nahm im Gegenzug seine Klage zurück.
Auch gegen die Inhalte des deutschsprachigen Wikipedia-Artikels zu AMORC wurde von einem Mitglied der deutschen AMORC-Zentrale in der Zeitschrift Tattva Viveka 2013 im Zusammenhang mit der Klassifizierung als Sekte Einwände erhoben.

## Abspaltungen, Ableger und beeinflusste Gruppen
Viele führende Mitglieder zeitgenössischer esoterischer Orden waren während ihrer spirituellen Ausbildungs- und Orientierungsphase Mitglied des AMORC. Zu den direkt oder indirekt aus dem AMORC hervorgegangenen Neuen Religiösen Bewegungen zählen Scientology, „The Mayan Order“, die „Silva Mind Control“ von José Silva, der Holy Order of Mans und der Order of Saint Germain. Der „Mayan Order“ war eine Art Nachahmung des AMORC, indem er einen esoterischen Fernlehrkurs anbot, in dessen einzelnen Abhandlungen die ägyptische Symbolik des AMORC durch Symbolik der Maya-Kultur ersetzt wurde.

### Confraternity Rose Cross (CR+C) und OMCE
Nach dem Ausschluss Gary Lee Stewarts kam es ab 1990 zu einer Reihe von Organisationsabspaltungen. Die neu gegründeten Organisationen übernahmen jeweils Bausteine und Lehrelemente des AMORC und arbeiteten auf deren Basis eigenständig weiter. Stewart, der die Ordensleitung nicht als Präsidentschaft, sondern als geistliches Amt verstand und daher seine Absetzung nicht akzeptierte, gründete infolge seines AMORC-Ausschlusses die Confraternity of the Rose-Cross (CR+C). Am 16. Juni 1990 schuf er zudem den Ordo Militia Crucifera Evangelia (OMCE), der inhaltlich an den inneren AMORC-Grad MCE angelehnt ist und auf die Tradition der Tempelritter Bezug nimmt. Stewart vertritt die Auffassung, immer noch der rechtmäßige Amtsinhaber und Nachfolger R.M. Lewis zu sein, während Christian Bernard lediglich einer neugegründeten Gruppierung vorstehe. Der von ihm gegründete neue Rosenkreuzerorden, die Confraternity of the Rose-Cross (CR+C), ist aus seiner Sicht der eigentliche AMORC, während der AMORC selbst im Jahre 1990 aufgelöst und stattdessen eine andere Gesellschaft gleichen Namens, jedoch mit neuen Statuten und umgewandelten Lehren begründet wurde. Zum AMORC besteht eine strukturelle Verwandtschaft. Es ist wahrscheinlich, dass sich der Confraternity Rose Cross (CR+C) viele der 50.000 Mitglieder anschlossen haben, die der AMORC seit den 1990er Jahren verloren hat.

### Ancient Rosae Crucis (ARC)
Neben dem CR+C und OMCE gab es eine weitere Abspaltung als Folge der Stewart-Affäre. Zahlreiche Mitglieder, die die Absetzung Gary Stewarts nicht akzeptierten und daher aus dem AMORC austraten, schlossen sich zum Ancient Rosae Crucis (ARC) mit Sitz in Dallas (Texas) zusammen. Diese Gruppe beabsichtigte, Gary Stewart zum Imperator des ARC zu machen, was aufgrund von Meinungsverschiedenheiten jedoch nicht gelang. Stattdessen wurde der Orden fortan von den Gründern Paul Walden und Ashley McFadden geleitet. Die Arbeitsweise des ARC entsprach größtenteils der des AMORC. Die während und nach dem AMORC-Schisma eingeführten Änderungen wurden allerdings abgelehnt, weil man die Tradition, die Harvey Spencer Lewis begonnen hatte, bewahren wollte. Deshalb verwendete man weiterhin die Monographien aus der Lewis-Ära.

### Raymond Bernard und die Templer (CIRCES, TRI, OSTI)
1986 legte Raymond Bernard seine Ämter als französischer Großmeister und Mitglied des Board of Directors des AMORC nieder. Am 19. Februar 1988 gründete er den Cercle International de Recherches Culturelles et Spirituelles (CIRCES), aus dem 1991 das „Templar Research Institute“ (TRI) hervorging. Bernard beabsichtigte damit ein Vakuum zu füllen, das von den anderen Organisationen belassen wurde. Man verfolgte zwar ähnliche Ziele wie der AMORC, sah sich jedoch mehr als Nachfolger der Templer, denn der Rosenkreuzer. Um Interessenausgleich bemüht, widme man sich äußerlich humanistischen Zielen und innerlich der Reanimierung des Geistes der Ritterschaft, besonders derjenigen des Templerordens. Am 5. September 1997 gab Bernard die CIRCES-Leitung an Onslow H. Wilson ab, dessen Bücher auch vom AMORC vermarktet werden. Nach diesem Wechsel wurde die Organisation in „Templar Research Institute“ (TRI) umbenannt und der innere Kreis des Ordens in „Ordre Souverain du Temple Initiatique“ (OSTI). Es gehört zur persönlichen Vorbereitung eines Ordensmitglieds, im Verlauf von drei Jahren jedes Jahr elf Handbücher („Cahiers“) durchzuarbeiten, sodass insgesamt 33 Handbücher in 33 Monaten studiert werden. Im Anschluss ist es möglich, an allen Ordensveranstaltungen teilzunehmen. Das TRI möchte die Mitglieder in ihren individuellen esoterischen Forschungen unterstützen und sie dabei trotz der Verschiedenartigkeit des individuellen Weges zu einer Gemeinschaft verbinden. Es bestehen zwar inhaltliche und historische Bezüge zum AMORC über die Person des Gründers Raymond Bernard, jedoch kein Konkurrenzverhältnis, da sich das TRI in erster Linie mit dem Tempelrittertum identifiziert.

### Ordre du Temple Rénové (ORT)
Julien Origas, auch Julianos Origas (1920–1983), wurde als maßgeblicher Kollaborateur und Agent der Gestapo in Brest während der deutschen Besatzungszeit in Frankreich zu drei Jahren Gefängnis verurteilt. Er war später Mitglied im AMORC, verließ diesen jedoch wegen seiner Kontakte zu Neonazi-Gruppen und zu einer seltsamen Gruppe in Marseille, deren Leiterin „Angela“ eine Inkarnation von Sokrates, Elisabeth I. und Mutter des Grafen von Saint Germain sein wollte. Origas regte die Gründung eines Ordens für an templerischen Traditionen interessierten AMORC-Mitgliedern an und konnte Raymond Bernard für diese Idee gewinnen, woraufhin sich 1970 mit dessen Unterstützung der Ordre du Temple Rénové (ORT) etablierte. Bernard wurde der erste Präsident des ORT, gefolgt von Origas im Jahr darauf.

### Ordo Rosae Aurae (ORA, Martin Erler)
Die Familie des ersten deutschen AMORC-Großmeisters, Martin Erler (geb. 1920), war mit dem Schriftsteller Gustav Meyrink (1868–1932) befreundet, der in München einer eigenen okkulten Loge vorstand, zu der auch Erler gehörte. Erler übernahm die Leitung dieser Meyrink-Loge, die 1949 mittels einer Charter von H.S. Lewis der Ausgangspunkt des AMORC in Deutschland wurde. Um 1954/1955 kam es jedoch zu einem Bruch zwischen Erler und dem AMORC. Erler verließ den AMORC und gründete seinen eigenen Zweig, den Ordo Rosae Aurae (ORA), der teilweise auf eigenen Wurzeln steht. Die Leitung des ORA soll inzwischen ein Belgier mit dem Ordensnamen Sar Philophotos innehaben. Der ORA verzichtet auf kommerzielle Aktivitäten und hat den Nimbus der im Verborgenen arbeitenden rosenkreuzerischen Gruppen bewahrt, unterhält inzwischen jedoch eine eigene Webseite.

### Orden Rosacruz
Ein in seiner Außendarstellung kaum vom AMORC zu unterscheidender Ableger ist der primär in Spanien aktive Orden Rosacruz mit Hauptsitz in Las Palmas auf Gran Canaria. Der Orden Rosacruz wird von Angel Martin Velayos geleitet, unterhält insbesondere Niederlassungen in Valencia und Madrid in Spanien sowie in Miami, USA und gibt eine eigene Zeitschrift namens „Triangulo“ heraus. Die Mitglieder werden ebenfalls durch Monographien im Fernstudium unterrichtet. In den Tempeln wird ein Emblem verwendet, das von der Form her dem des AMORC gleicht.

### Sonnentempler
Der 1984 formal gegründete Sonnentempler-Orden (Ordre du Temple Solaire), der durch eine Mord- und Selbstmordserie mit insgesamt 74 Toten in den Jahren 1993, 1995 und 1997 großes öffentliches Aufsehen erregte, gehört zu den vom AMORC beeinflussten, dann aber von ihm getrennten Gruppen. Gegründet und geleitet wurde der Sonnentempler-Orden von dem Franzosen Joseph Di Mambro (1924–1994), der ab 1956 dem AMORC angehörte. Di Mambro beendete etwa 1970 seine AMORC-Mitgliedschaft und schloss sich daraufhin der in den 1950er Jahren von Jaques Breyer (1922–1996) gegründeten neotemplerischen „Arginy Bewegung“ an, auf die der Sonnentempler-Orden historisch zurückgeht. Die zweite Führungsperson, der homöopathische Arzt Luc Jouret (1947–1993), hatte indirekte Verbindungen zum AMORC. Er war Großmeister des Neo-Templerordens Ordre Rénové du Temple (ORT), der vom ehemaligen französischen AMORC-Großmeister Raymond Bernard mitbegründet wurde, und brachte deren Mitglieder später in den Sonnentempler-Orden ein. Die apokalyptischen Sonderlehren und Radikalisierungen, die zur Tragödie der Sonnentempler führten, stammen von Jaques Breyer, wurden mit dem Glauben an UFOs und Außerirdische angereichert und haben im AMORC keine Entsprechung. Der AMORC distanzierte sich offiziell von den Sonnentemplern und erklärte System, Ziele und Inhalte für unvereinbar miteinander.

## Verhältnis zu Religionen und Weltanschauungen
Der AMORC möchte nicht als Religion und Vertreter eines Glaubensweges angesehen werden und verbittet sich von seinen Mitgliedern Aktivitäten und Gespräche zu religiösen Fragen und Bekenntnissen. Da der AMORC jedoch entgegen seinen Beteuerungen in seinen Lehren eigene konkrete Antworten auf elementare religiöse Fragen gibt, hat der AMORC selbst den Charakter einer Religion. Die vom AMORC verwendeten Begriffe wie „Kosmisches Bewusstsein“, scheinen analog zu ähnlichen der Weltreligionen verwendet zu werden. In einer Art spirituellen Alchemie verbindet der AMORC das Christentum mit kabbalistischen und hermetischen Theorien, zu dem Zweck der Überwindung materieller Ausformungen. Der AMORC, der von Beekman als Versand-Religion (englisch: mail-order religion) bezeichnet wird, sei nach dessen Auffassung, innerhalb der esoterischen religiösen Gemeinschaften, nie geachtet oder respektiert worden.

### Christentum
Trotz seiner äußerlichen Toleranzversprechen gegenüber jeglichen Religionen ist der AMORC religionskritisch eingestellt und bezeichnet einige gegenwärtige Aspekte mancher Religionen als verdorben und abweichlerisch von den Intentionen ihrer Gründer. Zugrunde liegen dabei keine exakt vergleichenden Analysen der Religionssysteme und deren Geschichte. Vielmehr geht man von der Annahme aus, dass die von den Religionsstiftern vertretenen Prinzipien mit den im AMORC gelehrten übereinstimmen müssten. Doch ist das Verhältnis zwischen AMORC und Christentum diskrepant: H.S. Lewis veröffentlichte zwei Bücher über Jesus von Nazaret. Seine detaillierten Berichte, auf Basis seiner angeblichen Materialien aus Rosenkreuzerarchiven, über das vermeintliche Leben und die Lehren Jesus, gehen weit über die Evangelien hinaus und widersprechen ihnen: Jesus wird als Großmeister und mächtiger Adept eines Ordens, der ähnlich wie AMORC aufgebaut ist, dargestellt. Jesus sei in Wirklichkeit ein von den Essenern erzogener Avatar der „Großen Weißen Bruderschaft“ gewesen, habe Einweihungsstufen durchlaufen, die Meisterwürde und später die Christuswürde erlangt. Seine Verurteilung habe sein persönlicher Feind Kaiphas in Rom initiiert. Die Kreuzigung habe dank kaiserlicher Begnadigung in letzter Minute nicht zum Tod geführt. Die Auferstehung Jesu Christi wird vom AMORC geleugnet; Jesus Himmelfahrt sei nur ein psychisches Phänomen gewesen und er habe noch viele Jahre in klösterlicher Abgeschiedenheit auf dem Berg Karmel (Israel) gelebt. Lewis warf auch anderen gegenwärtigen religiösen Organisationen die Veruntreuung der Anfänge und des Stifterwillens vor und bezeichnete auch Buddha und Mohammed als Avatare. Das ideelle Fundament des AMORC gründe in der christlichen Tradition der Rosenkreuzer. Der AMORC vertritt laut der Juristin Christine Mertesdorf keine Weltanschauung, weil die Aufnahme in den Orden unabhängig von der Religion möglich sei und eine generelle Offenheit gegenüber anderen Bekenntnissen bestehe. Die Eigenbezeichnung des AMORC als „mystisch-philosophische Bruderschaft“ treffe im Kern zu. Aus Sicht des AMORC ist eine Doppelmitgliedschaft mit der Kirche problemlos möglich.

### Freimaurerei
Aus Sicht der Freimaurerei ist der AMORC lediglich ein profaner Verein, der nichts mit der Freimaurerei zu tun hat, weshalb eine Doppelmitgliedschaft aus Freimaurersicht möglich ist. H.S. Lewis war jedoch der Ansicht, dass die Freimaurerei insgesamt nur ein Ableger des viel älteren AMORC sei, womit er die vielen äußerlichen Bezüge und Entsprechungen zwischen Freimaurerei und AMORC zu erklären versuchte: die Grad- und Logenstruktur, die vielfältige Symbolik, das Geheimhaltungsprinzip ohne innere Not, begriffliche Übereinstimmungen wie der Rede vom „Architekten des Universums“ und dem „Verlorenen Wort“, die Ritualarbeit und das Tragen bestimmter Kleidung (Tempel- bzw. Maurerschurz). Es gibt auch inhaltliche Ähnlichkeiten. In neueren AMORC-Publikationen wird der von Lewis erhobene Anspruch nicht mehr explizit vertreten. Stattdessen spricht man davon, dass man sich im 18. Jahrhundert „sehr nahe“ gestanden hätte, aber autark war.

### Primärquellen (Auswahl mit Auszügen)
- Der Oberste Rat des AMORC (Hrsg.): Die Rosenkreuzer offenbaren ihre Lehren. AMORC-Bücher, Baden-Baden 2009, ISBN 978-3-925972-52-2. (PDF; 580 kB – Auszug)
- AMORC (Hrsg.): AMORC, Die Rosenkreuzer. Fragen und Antworten. Über ihre Herkunft, ihre Ziele und ihre Philosophie. AMORC-Bücher, Baden-Baden, 3. Auflage 2010, ISBN 3-925972-38-2.
- AMORC (Hrsg.): Aus der Geschichte von AMORC, dem Orden vom Rosenkreuz. Kleine RC-Schriftenreihe Nr. 1. AMORC-Bücher, Baden-Baden, 2. Auflage 2012, ISBN 978-3-925972-83-6.
- AMORC (Hrsg.): Die Rosenkreuzer. Wege zu einer höheren Lebenserfahrung. AMORC-Bücher, Baden-Baden 1995, ISBN 3-925972-14-5. (540 kB; PDF – Auszug)
- AMORC (Hrsg.): Der Einweihungsweg der Rosenkreuzer und andere Vorträge, Texte und Aufsätze. AMORC-Bücher, Baden-Baden 1996, ISBN 3-925972-35-8.
- Christian Bernard: Rosenkreuzerische Reflexionen. AMORC-Bücher, Baden-Baden 2012, ISBN 978-3-925972-28-7.
- Supreme Grand Lodge of AMORC: Rosicrucian Manual. San José (Kalifornien), 27. Auflage 1982, ISBN 978-0-912057-00-2. (3 MB; PDF)
- Wolfram Frietsch: Die Geheimnisse der Rosenkreuzer. Uni Edition, Baden-Baden 2010, 3. Auflage. (Nachdruck der Ausgabe Reinbek bei Hamburg 1999), ISBN 978-3-931387-37-2 (Dokumentiert das Selbstverständnis des AMORC.)[106]
- Hans H. Sievert: Im Zeichen von Kreuz und Rose. Zur Geschichte der Rosenkreuzer. Verlag Clemens Zerling, Berlin 1996, ISBN 978-3-88468-063-6. (Dokumentiert neben der Geschichte der Bewegung in Norddeutschland betreffende Einzelbefunde das Selbstverständnis des AMORC)

Zeitschriften
- AMORC – DAS MAGAZIN (deutsch)
- AMORC-Forum (deutsch)
- The American Rosae Crucis (1916–1920) (englisch)
- The Triangle (1921–1924) (englisch)
- The Mystic Triangle (1925–1929) (englisch)

### Sekundärquellen
- Tobias Churton: The Invisible History of the Rosicrucians. The World’s Most Mysterious Secret Society. Inner Traditions, Rochester 2009, ISBN 978-1-59477-255-9.
- Roland Edighoffer: Die Rosenkreuzer. Becksche Reihe Nr. 2023, C.H. Beck, 2. Auflage, München 2002, ISBN 978-3-423-30503-7.
- Harald Lamprecht: Neue Rosenkreuzer. Ein Handbuch. (Kirche – Konfession – Religion; Band 45), Vandenhoeck & Ruprecht, Göttingen 2004, ISBN 978-3-525-56549-0.
- Harald Lamprecht: Die Rosenkreuzer. Faszination eines Mythos. Evangelische Zentralstelle für Weltanschauungsfragen (EZW), EZW-Texte Nr. 221/2012. ISSN 0085-0357.
- Harald Lamprecht: Rosenkreuzerische Reinkarnation. Die Vorstellung von der Wiederverkörperung in modernen Rosenkreuzerorganisationen. In: Michael Bergunder (Hrsg.): Religiöser Pluralismus und das Christentum. Festgabe für Helmut Obst zum 60. Geburtstag. (Kirche – Konfession – Religion; Band 43), Vandenhoeck & Ruprecht, Göttingen 2001, S. 74–87. ISBN 3-525-56547-X.
- Christopher Mcintosh: The Rosicrucians. The History, Mythology and Rituals of an Esoteric Order. Samuel Weiser Inc., York Beach (Maine), 3. Auflage 1997, ISBN 0-87728-893-3.
- Hans-Jürgen Ruppert: Rosenkreuzer. Hugendubel, Kreuzlingen/München 2004, ISBN 3-7205-2533-3.